# 페드로 파테르노

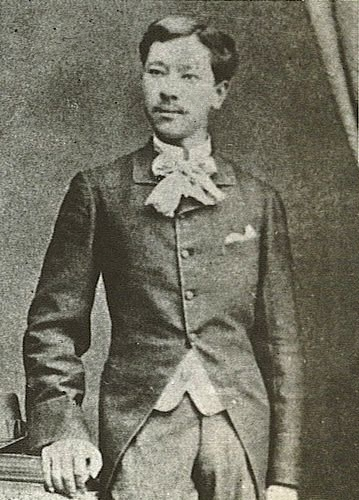

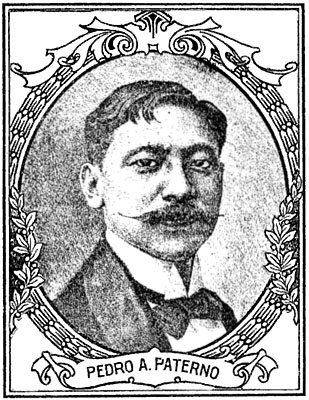

페드로 알레한드로 파테르노(타갈로그어: Pedro Alejandro Paterno, 1857년 2월 27일 ~ 1911년 4월 26일)는 필리핀의 독립운동가 겸 정치인이다. 카티푸난의 멤버이며 1899년 5월 7일부터 1899년 11월 13일까지 필리핀 임시혁명정부의 제2대 수상을 지냈다.
필리핀이 미국에 항복한 이후에는 1907년 라구나 지역구의 하원의원에 출마하여 당선되었다. 페드로 알레한드로 파테르노 이 데 베라이그나시오(Pedro Alejandro Paterno y de Vera-Ignacio) 또는 페드로 알레한드로 파테르노 이 데베라 이그나시오(Pedro Alejandro Paterno y Debera Ignacio)로 부른다.

## 같이 보기
- 카티푸난
- 에밀리오 아기날도
- 안드레스 보니파시오
- 아폴리나리오 마비니
- 호세 리살